# Radoslav (Raszien)
Radoslav (serbisch-kyrillisch Радослав; mittelgriechisch Ροδόσθλαβος) war ein serbischer Fürst von Raszien von um 814 bis um 822.

## Leben
Radoslav wurde in einer griechischen Chronik als Fürst von Raszien erwähnt. Er folgte seinem Vater Višeslav, dem ersten namentlich bekannten serbischen Fürsten. Seine Herrschaftszeit wurde nicht genannt. Sie lag vielleicht von um 800/814 bis um 822. In diesem Jahr floh Fürst Ljudevit von Unterpannonien zu den Serben. Es ist nicht klar, ob Radoslav zu dieser Zeit noch herrschte. Das Herrschaftsgebiet erstreckte sich zu dieser Zeit bis in große Teile Dalmatiens.
Weitere Nachrichten über seine Person sind nicht überliefert. Nachfolger wurde sein Sohn Prosigoj.